# Luis González (Bogenschütze)
Luis González Vásquez (* 19. November 1945 in San José) ist ein costa-ricanischer Bogenschütze.
González einzig bekanntes internationales Ergebnis war die Teilnahme an den Olympischen Sommerspielen 1976 in Montreal. Den dortigen Einzelwettkampf beendete er mit Platz 37 als Letzter.